# Euxoa multisigna
Euxoa multisigna là một loài bướm đêm trong họ Noctuidae.